# Standard de Liège (női csapat)
A Standard Fémina de Liège, röviden Standard Liège Belgium legeredményesebb női labdarúgócsapata. 1971-es megalakulásuk óta 17 alkalommal a belga és egy alkalommal a belga-holland közös rendezésű bajnoki címet szerezte meg.

## Klubtörténet
A Standard Liège vezetősége 1971-ben a férfi labdarúgóklub és az akkoriban sikeresen működő kosárlabda együttes (1985-ben megszűnt) mellé hozta létre női szakosztályát. Első hivatalos mérkőzésüket Saint-Nicolas FC Liège néven 1971. május 1-jén játszották. A Belga labdarúgó-szövetség 1974-ben regisztrálta a ma is használatos nevén a piros-fehéreket, akik első szezonjukat bajnokként zárták.
1975-ben költöztek a Le Stade de Sclessinbe, miután az igazgatótanács egy épületet biztosított számukra. Innen kezdve szinte minden adott volt ahhoz, hogy a klub az ország legjobb női csapata legyen és 1975-től három egymást követő évben lettek bajnokok. Egy kis szünetet követően 1982-ben álltak újra a dobogó legfelső fokára, majd 1984-től domináltak és 1986-ban a bajnoki cím mellé a kupát és a szuperkupát is megnyerve tripláztak.
A 90-es években három diadallal kezdtek, aztán 1994-től bajnoki trófea nélkül mentek keresztül egy 15 éves időszakon. 2009-ben értek fel újra a csúcsra, ezenkívül 2011-ben és 2012-ben szintén az élen végeztek.
Az URBSFA és a KNVB három közös rendezésű idényében a klub kétszer végzett a második helyen és egy bajnoki címet abszolvált 2015-ben.
A 2016-ban újra indult belga bajnokság első két évében ugyan elsők lettek, de egyre erőteljesebben érződik a többi klub felzárkózása.

## Sikerlista
- Belga bajnok (20): 1974, 1976, 1977, 1978, 1982, 1984, 1985, 1986, 1990, 1991, 1992, 1994, 2009, 2011, 2012, 2013, 2014, 2015, 2016, 2017
- Belga kupagyőztes (8): 1986, 1989, 1990, 1995, 2006, 2012, 2014, 2018
- Belga szuperkupa-győztes (7): 1984, 1986, 1989, 1994, 2009, 2011, 2012
- BeNe League bajnok (1): 2015
- BeNe szuperkupa-győztes (1): 2012

### Egyéb
- Tournoi de Menton győztes (1): 1982

## Játékoskeret
2020. augusztus 23-tól
| #  |     | Poszt | Név                  |
| -- | --- | ----- | -------------------- |
| 1  | NED | K     | Kayleigh van Schaijk |
| 16 | BEL | K     | Lisa Lichtfus        |
| 3  | BEL | V     | Gwyneth Vanaenrode   |
| 7  | BEL | V     | Maurane Marinucci    |
| 13 | BEL | CS    | Ellen Charlier       |
| 15 | BEL | V     | Elien Nelissen       |
| 20 | BEL | V     | Constance Brackman   |
| 4  | NED | KP    | Merel Bormans        |
| 5  | BEL | KP    | Aster Janssens       |

| #  |     | Poszt | Név                 |
| -- | --- | ----- | ------------------- |
| 6  | BEL | KP    | Yuna Appermont      |
| 14 | BEL | KP    | Zoë Van Eynde       |
| 18 | BEL | KP    | Charlotte Cranshoff |
| 21 | BEL | KP    | Lisa Petry          |
| 8  | NED | CS    | Sanne Schoenmakers  |
| 9  | BEL | CS    | Sylke Calleeuw      |
| 10 | BEL | KP    | Noémie Gelders      |
| 11 | BEL | CS    | Lola Wajnblum       |
| 25 | BEL | CS    | Davinia Vanmechelen |

## Korábbi híres játékosok
| - Julie Biesmans - Cécile Carnol - Imke Courtois - Maud Coutereels - Cécile De Gernier - Véronique Davister - Audrey Demoustier - Isabelle Ebhodaghe - Anne Noë - Davina Philtjens - Ingrid Vanherle - Sofie Van Houtven - Sarah Wijnants - Tessa Wullaert - Sara Yuceil - Aline Zeler - Jane Stanley - Vanity Lewerissa - Lieke Martens - Feriana Ferraguzzi |

## A klub vezetőedzői
- Freddy Debarsy (–2003)
- Feriana Ferraguzzi (2003–2004)
- Alain Georges (2004–2005)
- Mohamed Ayed (2005–2011)
- Henri Depireux (2011)
- Patrick Wachel (2011–2015)
- Benoît Waucomont (2015–2016)
- Hamide Lamara (2016–)